# Kalașnîkî, Sofiivka
Kalașnîkî (în ucraineană Калашники) este un sat în comuna Jovtneve din raionul Sofiivka, regiunea Dnipropetrovsk, Ucraina.

## Demografie
Componența lingvistică a localității Kalașnîkî
     Ucraineană (85,71%)
     Belarusă (14,29%)
Conform recensământului din 2001, majoritatea populației localității Kalașnîkî era vorbitoare de ucraineană (85,71%), existând în minoritate și vorbitori de belarusă (14,29%).